# Sesamia plagiographa
Sesamia plagiographa là một loài bướm đêm trong họ Noctuidae.